# آخرین روز آزادی
آخرین روز آزادی (به انگلیسی: Last Day of Freedom) نام پویانمایی سیاه و سفید و رنگی در سبک مستند کوتاه دربارهٔ نژادپرستی و مشکلات بهداشت روانی است. این مستند نقدهای مثبتی از منتقدین دریافت کرد و جوایز متعددی در جشنواره‌های فیلم به دست آورد.
این فیلم نامزد جایزه جایزه اسکار برای بهترین مستند کوتاه در سال ۲۰۱۶ شده‌است.